# Monroe (Wisconsin)
Pour les articles homonymes, voir Monroe.
Monroe le siège du comté du comté de Green, dans le Wisconsin, aux États-Unis d'Amérique.